# وانگ شنگلی
وانگ شنگلی (انگلیسی: Wang Shengli؛ زادهٔ ۲ ژوئن ۱۹۶۲) جودوکار اهل چین بود. وی در بازی‌های المپیک تابستانی ۱۹۸۴ شرکت کرده‌است.